# Mozgowina
Mozgowina – wieś w Polsce, położona w województwie kujawsko-pomorskim, w powiecie bydgoskim, w gminie Dąbrowa Chełmińska.

## Podział administracyjny
W latach 1939–1945 położona była w okręgu Rzeszy Gdańsk-Prusy Zachodnie, w rejencji bydgoskiej (Regierungsbezirk Bromberg), w powiecie Chełmno (Kreis Kulm).
W latach 1975–1998 miejscowość administracyjnie należała do województwa bydgoskiego.

## Położenie
Miejscowość położona jest w gminie Dąbrowa Chełmińska, powiecie bydgoskim, na skraju historycznej Ziemi Chełmińskiej. Wieś rozlokowana jest w strefie krawędziowej rozdzielającej Dolinę Wisły od Wysoczyzny Chełmińskiej. Od wschodu graniczy z lasem - nadwiślańskim grądem zboczowym, od zachodu z łąkami nadwiślańskimi. Miejscowość znajduje się w obrębie Fordońskiego Przełomu Wisły.

## Charakterystyka
Mozgowina jest sołectwem wchodzącym w skład gminy Dąbrowa Chełmińska. Większość obiektów życia codziennego (szkoła, poczta, przychodnia, apteka, PKS, PKP), znajduje się w pobliskim Ostromecku, z którym wieś połączona jest ul. Wiślaną.

### Demografia
Według Narodowego Spisu Powszechnego (III 2011 r.) liczyła 87 mieszkańców. Jest piętnastą co do wielkości miejscowością gminy Dąbrowa Chełmińska.

### Przyroda i rekreacja
Wieś położona jest na obszarze o wysokich walorach przyrodniczych i rekreacyjnych. W bezpośrednim sąsiedztwie znajdują się dwa rezerwaty przyrody: Las Mariański oraz Wielka Kępa Ostromecka, które chronią siedliska związane z doliną Wisły: las łęgowy wiązowo-jesionowy, łęg jesionowo-olszowy, grąd subkontynentalny, buczynę niżową oraz kontynentalny bór mieszany. W 2003 wieś włączono w obszar Zespołu Parków Krajobrazowych Chełmińskiego i Nadwiślańskiego. Tereny zalewowe Wisły objęte są siecią obszarów Natura 2000 pn.: Dolina Dolnej Wisły (obszar specjalnej ochrony ptaków) i Solecka Dolina Wisły.

### Szlaki turystyczne
Przez Mozgowinę przebiega kilka szlaków turystycznych:
- pieszy szlak turystyczny (48,4 km) „Rezerwatów Chełmińskich”, wiodący z Bydgoszczy-Fordonu do Chełmna[6]
- szlak rowerowy „Dookoła Dolinie Dolnej Wisły” Bydgoszcz-Świecie-Chełmno-Bydgoszcz[7]
- szlak rowerowy „Po Dolinie Dolnej Wisły” Cierpice-Bydgoszcz-Świecie-Nowe-Gniew-Tczew-Kwidzyn-Grudziądz-Świecie-Ostromecko-Zamek Bierzgłowski
- Wiślana Trasa Rowerowa – odcinek prawobrzeżny

### Dawne cmentarze
Na terenie wsi zlokalizowany jest nieczynny cmentarz ewangelicki.

## Historia
Geneza wsi ma związek z czynszowym osadnictwem olęderskim w dolinie zalewowej Wisły w XVII i XVIII wieku, popieranym przez szlacheckich właścicieli majątku ostromeckiego. Pierwszymi osadnikami byli mennonici, po których pozostał istniejący do dziś cmentarz. Wieś była częścią uposażenia dworu w Ostromecku. W 1804 roku właściciel Ostromecka Jakub Martin Schönborn wydzielił we wsi 52 morgi pruskie, gdzie osadził chłopów-komorników w rezultacie parcelacji i dzierżawy ziemi. Z zestawienia podatkowego i spisu ludności przeprowadzonego w 1812 roku wynika, że we wsi mieszkało 15 chłopów z rodzinami. W czerwcu 1812 przez Wisłę w okolicy Mozgowiny przeprawił się cesarz francuski Napoleon Bonaparte wraz z eskortą udając się na wschód na wojnę z Rosją.
W I połowie XIX wieku nastąpiła kolonizacja niemiecka w wyniku zmian strukturalnych wynikających z pruskiej ustawy uwłaszczeniowej. W 1868 roku znajdowały się w Mozgowinie 32 budynki, w tym 12 domów mieszkalnych, zamieszkanych przez 97 ewangelików. W latach 1820–1945 we wsi funkcjonowała szkoła ewangelicka do której uczęszczały dzieci ze wsi: Mozgowina, Wielka Kępa, Nowy Dwór, Pień, Reptowo, Schestoff i Schadun. W 1878 wzniesiono nowy murowany budynek szkolny w miejscu, gdzie od końca XVIII w. istniała pierwotna szkoła (zniszczona w 1810 przez powódź). Łącznie uczyło się wtedy 105 dzieci, w tym 67 dzieci ewangelickich i 38 katolickich. Naukę prowadzono wyłącznie w języku niemieckim. Do 1914 roku szkołę ukończyło ponad 800 absolwentów. Na początku XX w. uczono w niej m.in.: religii, języka niemieckiego, matematyki, przyrody, pisania, śpiewu, gimnastyki, robótek ręcznych i plastyki.
W okresie międzywojennym czteroklasowa szkoła elementarna w Mozgowinie dawała możliwość zdobycia wykształcenia podstawowego, lecz uniemożliwiała dostęp do szkół wyższego typu. W latach 1914–1939 opuściło ją 221 absolwentów. W latach 1933–1939 w szkole uczył Jan Malewski - pochodzący z Warmii członek Związku Zachodniego, aresztowany i zamordowany przez Niemców w październiku 1939 roku w masowej egzekucji w Klamrach. Jego żonę z sześciorgiem dzieci wyrzucono z mieszkania oraz wywieziono na roboty do Niemiec. W czasie okupacji szkoła funkcjonowała z przerwami. Kierował nią miejscowy Niemiec Banach z Wałdowa Królewskiego, a następnie Joanna Foerster pochodząca ze Śląska. W latach 1939 - 1942 dotychczasową nazwą wsi było Mosgowin, lecz po przeprowadzonej zamianie nazw miejscowości w Okręgu Rzeszy Gdańsk-Prusy Zachodnie, w latach 1942 - 1945 nazywała się Mschenhang. Po wyzwoleniu w styczniu 1945 roku szkołę zlikwidowano, a dzieci skierowano do nowo otwartej szkoły w Ostromecku. Budynek szkolny służył początkowo jako świetlica wiejska, a w latach 80. XX w. został przekazany prywatnym właścicielom.

## Galeria zdjęć

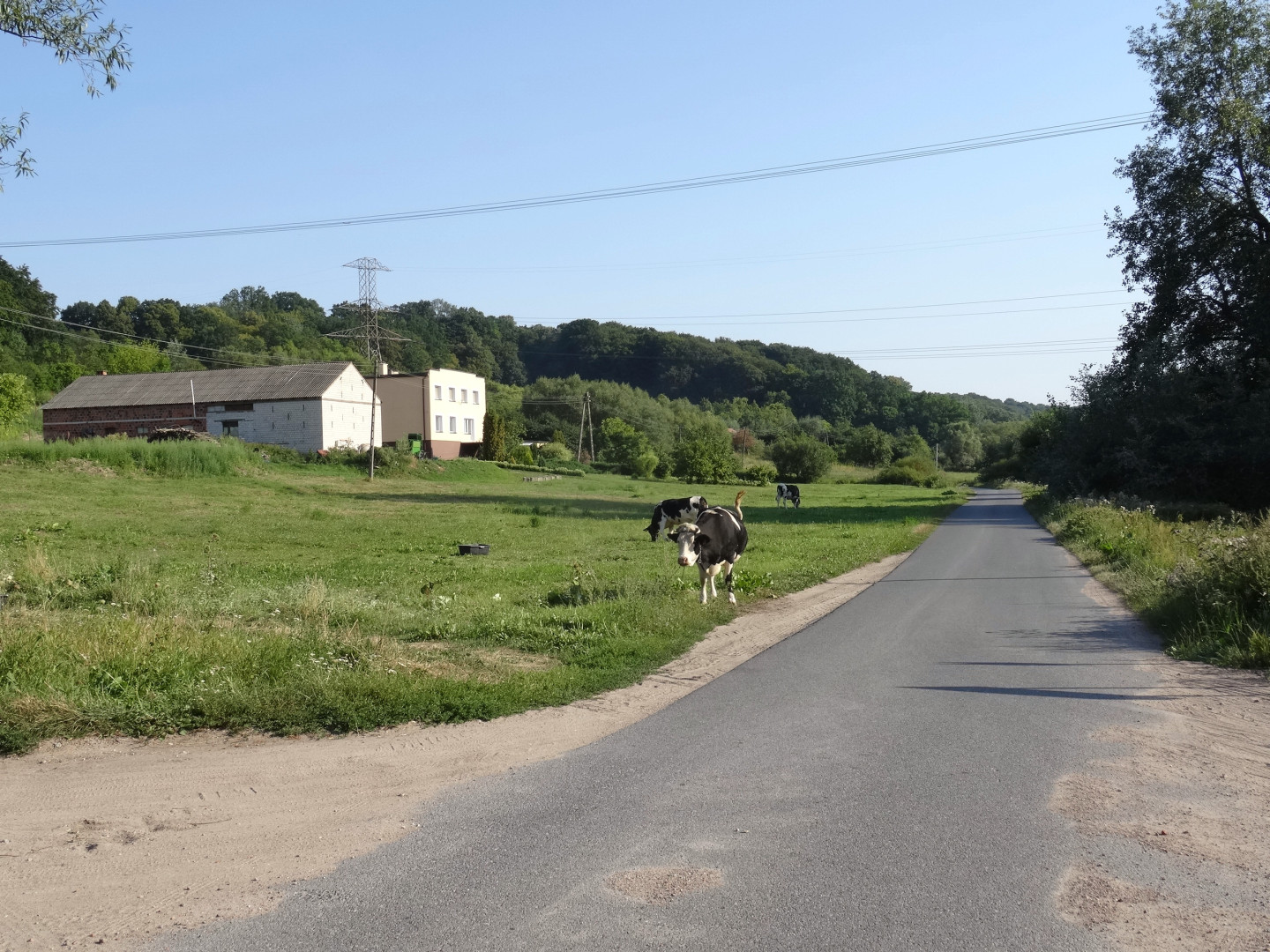
Ulica Wiślana
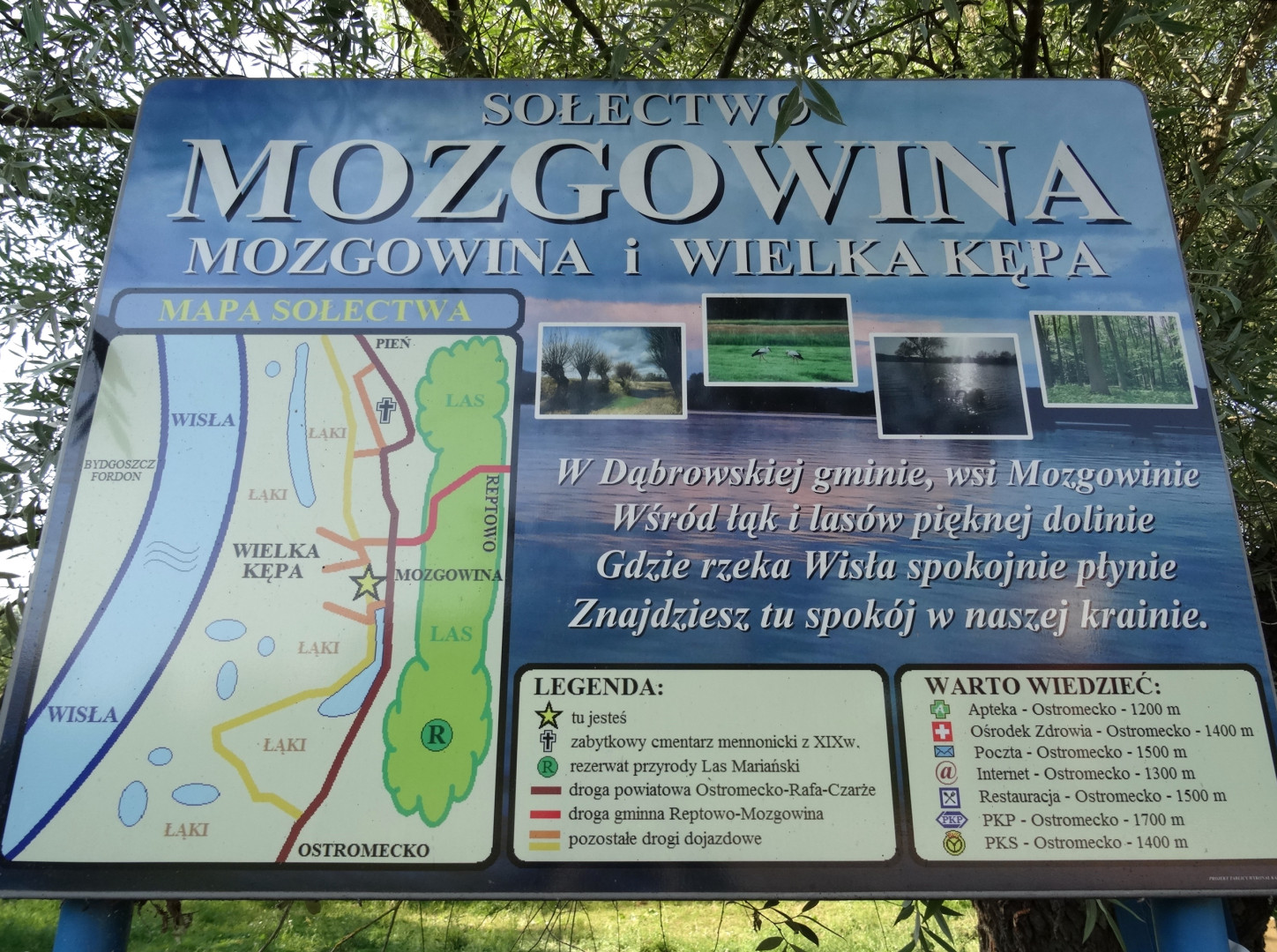
Tablica informacyjna sołectwa Mozgowina